# Roughton (Lincolnshire)
Roughton – wieś w Anglii, w hrabstwie Lincolnshire, w dystrykcie East Lindsey. Leży 27 km na wschód od Lincoln i 185 km na północ od Londynu.